# Гайнуллин, Айдар Акреметдинович
Айдар Акреметдинович Гайнуллин (тат. Айдар Әкраметдин улы Гайнуллин; род. 12 января 1981, Москва, СССР) — российский баянист с татарским именем, известный вокалист и композитор, академик кинематографических искусств, заслуженный артист РТ, обладатель Национальной кинематографической премии «Ника» и Национальной премии кинопрессы и кинокритики «Белый слон» за музыку к фильму Ивана Вырыпаева «Эйфория». Обладатель кинопремии на XX Открытом Всероссийском кинофестивале «Кинотавр» в номинации «Лучшая музыка к фильму» (за фильм Ивана Вырыпаева «Кислород»). Лауреат 18 международных конкурсов баянистов и аккордеонистов. Музыка в исполнении Айдара Гайнуллина звучит в лучших концертных залах мира: в Большом зале Берлинской филармонии, Carnegie Hall, зале Gaveau (Париж), зале Wigmor (Лондон), Кеннеди-центре (Вашингтон), Московском международном доме музыки, Государственном Кремлёвском дворце и т. д. Помимо баяна, играет также на аккордине и бандонеоне. Ещё школьником он начал завоевывать призы на конкурсах исполнителей на народных инструментах. Был стипендиатом нескольких фондов: «Новые имена», им. Мстислава Ростроповича, «Русское исполнительское искусство», DAAD. Айдар Гайнуллин оказался едва ли не самым молодым исполнителем, о котором Министерство культуры снимает документальный фильм.
Выступал с Мстиславом Ростроповичем, Анной Нетребко, Эрвином Шроттом, Денисом Мацуевым, Юрием Башметом, Максимом Венгеровым, Мирей Матье, Чулпан Хаматовой, Ильдаром Абдразаковым, Deutsches Symphonie-Orchester Берлин, Баварским камерным оркестром, Люксембургским филармоническим оркестром, Белградским филармоническим оркестром и т. д.
Айдар Гайнуллин написал музыку к кинокартине Славы Росса «Сибирь. Монамур». Гран-при международного кинофестиваля «Дух огня» в Ханты-Мансийске и «Лучший иностранный фильм» на 10 Римском кинофестивале.
Айдар Гайнулин — участник и создатель различных проектов, конкурсов, фестивалей. В 2009 году музыкант принял участие в V ежегодном международном музыкальном форуме «Crescendo».
Артист компании Berin Iglesias Art.

## Проекты

### Группа Евразия
Этот музыкальный проект создан творческим союзом двух музыкантов:
Всемирно известным баянистом-виртуозом Айдаром Гайнуллиным, лауреатом многих международных конкурсов, и гитаристом, композитором и аранжировщиком Вячеславом Мерцаловым.

### Ансамбль ЭЙФОРИЯ
Айдар Гайнуллин — основатель и участник ансамбля «ЭЙФОРИЯ». В его составе лауреаты международных конкурсов: Роман Зорькин (гитара), Светлана Безотосная (скрипка), Сергей Шамов (ударные), Александр Муравьёв (контрабас) и Полина Кондраткова (фортепиано). Высокий профессионализм и яркий артистизм обеспечивают коллективу неизменный успех у публики.

### Сотрудничество с известными актёрами, певцами и музыкантами
- Играет в дуэте с известным российским гитаристом Дмитрием Илларионовым[2].
- Играл с известным российским музыкантом Мстиславом Ростроповичем.
- С 2003 года играет с Ольгой Арефьевой в рамках проекта Шансон-ковчег.
- Играет совместно с австралийской певицей татарского происхождения Зулей Камаловой.
- Играет с немецкой группой Jourist Quartett. Совместно с ними участвовал в туре по Германии с программой «Аргентинско-русское танго».
- Играл в дуэте с финской певицей Джамилей «Tatar music».
- Играет с известным израильским музыкантом Avi Avital
- Играет с известным российским пианистом Денисом Мацуевым
- Композитор проекта «Татарские сказки на русском языке», которые читают известные российские актёры: Чулпан Хаматова, Рената Литвинова, Марат Башаров, Сергей Шакуров, Алсу, Тимати.
- С 2010 года сотрудничает с известной российской оперной певицей Анной Нетребко.

### Другие проекты
- Автор музыки к фильмам «Эйфория» (Национальная премия «НИКА» в номинации «Лучшая музыка к фильму») и «Кислород» (премия в номинации «Лучшая музыка к фильму» на XX Открытом Всероссийском кинофестивале «Кинотавр»).
- Автор музыки к фильму Славы Росса «Сибирь, Монамур» (2011).
- Как актёр и музыкант, принял участие в спектакле Ивана Вырыпаева «Бытие № 2».
- Участвовал в записи в качестве композитора и исполнителя аудиоальбома «Татарские сказки».

## Образование
- Московский музыкальный колледж при институте им. А. Г. Шнитке (педагог А. И. Леденев).
- Российская академия музыки имени Гнесиных, класс народного артиста России профессора Ф. Р. Липса.
- Берлинская высшая школа музыки имени Эйслера, класс профессора Гудрун Валь.

## Награды и достижения
- Национальная кинематографическая премия «Ника» (за фильм Эйфория).
- Национальная премия кинопрессы и кинокритики «Белый слон»(за фильм Эйфория).
- Кинопремия на XX Открытом Всероссийском кинофестивале «Кинотавр» (г. Сочи-2009) в номинации «Лучшая музыка к фильму» (за фильм Ивана Вырыпаева Кислород).
- Лауреат 18 международных конкурсов баянистов и аккордеонистов, в том числе «Кубок мира» (Лондон-2001).
- Был стипендиатом фондов Мстислава Ростроповича, Фридриха Липса, «Русское исполнительское искусство» и DAAD (Германия).
- В 2003 году награждён Орденом почетного члена Каунасской консерватории (Литва).
- В 2007 награждён правительственной наградой орденом «Молодое дарование России».
- Премия «Лучшие из лучших».